# Prava končara
Prava končara (močvarna končara, močvarni oslad, sračica, lat. Filipendula ulmaria), biljka je iz porodice Rosaceae. Raste na vlažnim livadama. Udomaćena je u Europi i zapadnoj Aziji. Naraste do 2 metra visine. Listovi su tamno zeleni, s donje strane bjelkasti. Cvate bijelim mirišljavim cvjetovima od lipnja do početka rujna. Zgnječeni i protrljani listovi pak imaju kamforu sličan miris. Sasvim mladi izdanci biljke su jestivi, a starija biljka je ljekovita .

## Sastav
Biljka sadrži askorbinsku kiselinu, tragove kumarina, fenolne spojeve, fenolne glikozide, tanine (6-23,7%  ), flavonoide, halkone. Nadzemni dio biljke sadrži i fenol-karboksilne kiseline ( kafeinsku i elagičnu), katehine, eterično ulje (0,2% u cvjetovima  ), aromatske spojeve ( vanilin, metil salicilat, salicilni aldehid ), steroide, kamfor i više masne kiseline

## Uporaba
Cijela je biljka ugodnog mirisa i okusa, kako zelen tako i cvjetovi imaju istu aromu, biljka je korištena za posipanje po podu soba i drugih prostorija. Korištena je i za aromatiziranje vina i pive te octa. Cvjetovi su dodavani u pekmez i marmeladu kako bi im se dalo blagi okus na bademe.
Biljka se odavno koristi u narodnoj medicini. Za ljekovite svrhe koristite sve dijelove biljke - travu, cvijeće i korijenje. Uključena je u službenu farmakopeju mnogih zemalja zapadne Europe, ali je njena primjena u narodnoj medicini osobito rasprostranjena. Infuzija se koristi za prehlade i reumatske bolove. Odvarak korijena koristi se kao diuretik. Dekokt od cvijeća je cijenjen kao dokazano lijek kod vodene bolesti, reumatizma i gihta. Kompresije infuzijom bilja ili korijena primjenjuju se na zglobove pogođene artritisom ili reumatizmom, a koriste se i za pranje očiju s konjunktivitisom. Biljna tinktura imaju antibakterijsko djelovanje i doprinose epitelizaciji trofičnih ulkusa nogu, rana i opeklina, a može se koristiti i kao sredstvo za liječenje rana. U istim slučajevima, uspješno koristite mast. 
Dekokt cvijeća djeluje na jačanje, protuupalno, anti-ulkusno, te kao zaštita od stresa .
Cvijeće i lišće ponekad služe kao zamjena za čaj  .

## Vanjske poveznice
https://pfaf.org/user/Plant.aspx?LatinName=Filipendula+ulmaria